# Piramide di Sahura
La piramide di Sakura, o di Nebkhau, del tipo a facce lisce, è la prima piramide egizia ad essere stata costruita sul sito di Abusir, nel nord di Saqqara. L'antico nome del monumento funebre era «l'anima di Sakura appare nella luminosità».
Sakura, secondo faraone della V dinastia che regnò dal 2490 al 2475 a.C., scelse di costruire il suo complesso tombale dove il suo predecessore, Userkaf, aveva costruito un tempio solare, spostando così il centro di gravità del regno nella parte settentrionale della città di Menfi, trasformandolo in una necropoli dinastica.
Nonostante il pessimo stato di conservazione, il complesso monumentale è perfettamente leggibile dai resti nel terreno e presenta una serie completa di strutture diverse tipiche delle fondamenta funerarie reali dell'Antico Regno. Questa piramide presenta una struttura tipica, che fino alla fine della VI dinastia è stato modificata solo marginalmente. Di particolare importanza sono i numerosi rilievi conservati, con cui erano decorati il tempio a valle,  il tempio funerario e le pareti della rampa processionale. 
Impressionante è la varietà di materiali da costruzione del tempio: sono stati utilizzati alabastro, basalto per i pavimenti, granito rosso per i piedistalli e pietra calcarea fine di Tura.

## Esplorazione del sito

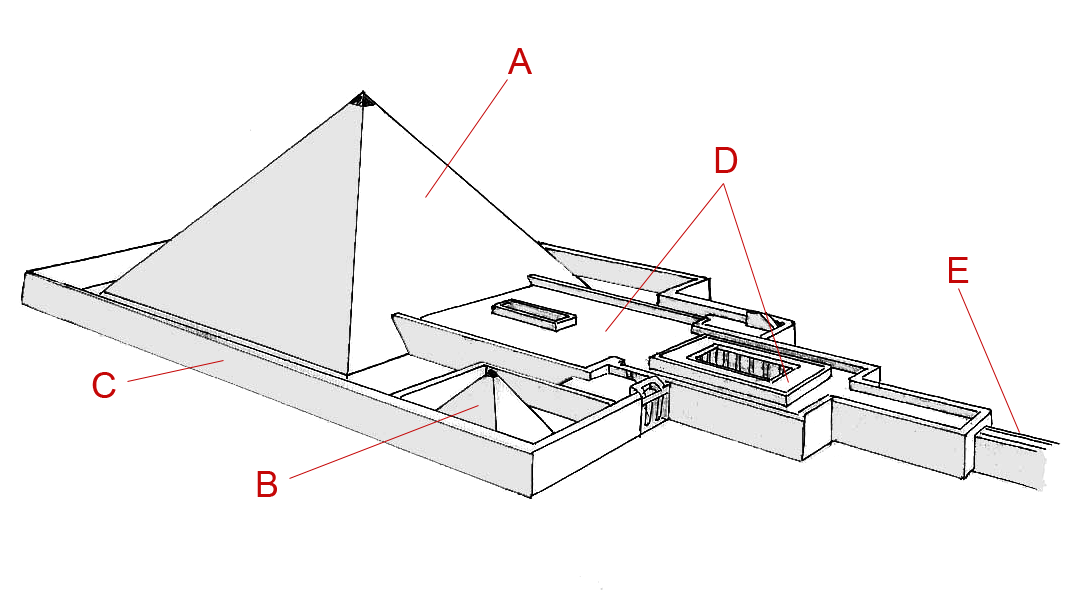
La ricostruzione della zona della piramide:
A: piramide,
B: luogo di culto,
C: peribolo e mura perimetrali,
D: tempio funerario,
E: strada rialzata

Le prime indagini del complesso monumentale di Sakura furono iniziate in modo superficiale da John Shae Perring e, poco dopo, dalla spedizione di Lepsius. Più tardi, Jean Jacques Marie de Morgan riaprì il sito, ma anche questa volta non si compì un'indagine approfondita del complesso.
Negli anni 1902-1908 il complesso fu successivamente esplorato da parte di Ludwig Borchardt, il quale, diversamente, compì estesi scavi. Come risultato di questo lavoro Borchardt pubblicò l'opera in due volumi Das Grabdenkmal des Königs Sakurā (Il monumento funerario di re Sakurā), che è ancora considerata un'opera molto valida sul complesso di Sakura.
Gli scavi di Borchardt portarono alla luce gran parte delle colonne e parte degli architravi del tempio funerario che si trovava davanti alla piramide. I reperti recuperati sono stati divisi tra la Germania e l'Egitto. I reperti tedeschi furono trasferiti a Berlino, nel Museo egizio nell'Isola dei musei, ma le strutture del tempio non furono esposte per mancanza dello spazio necessario. Solo nel 1980 fu possibile esporle, anche se solo in parte, nel Palazzo di Charlottenburg a Berlino Ovest in un'area delle scuderie reali. Dopo il ritorno al Museo Egizio i resti del tempio verranno collocati in un'ala che verrà appositamente costruita al Museo di Pergamo. E quindi (a fine 2009) non è prevedibile quando saranno presentati al pubblico.
Nei primi anni sessanta lavorarono sul sito sia Celeste Ambrogio Rinaldi che Vito Maragioglio, ma non emersero nuovi dati significativi.
Dopo l'apertura di Abusir al turismo nel 1994, giunse una scoperta sorprendente. Lo scavo della parte inferiore della rampa processionale rialzata, che non fu ulteriormente approfondito da Borchardt, ha fornito una serie di blocchi decorati con rilievi. Ciò fornisce nuova luce sull'architettura dei complessi piramidali dell'Antico Regno.

## La costruzione
Per la costruzione del suo monumento tombale, Sakura abbandonò l'affollata necropoli di Saqqara, per fondare una nuova necropoli oggi ad Abusir. Questa nuova necropoli fu usata anche dai suoi quattro successori diretti, fino a che Djedkhau, ottavo sovrano della V dinastia, non rinunciò anche a quest'ultima necropoli in favore di un nuovo sito a sud di Saqqara. Il sito si trova a circa 400 metri a sud-est del tempio solare di Userkaf, suo predecessore.
La piramide di Sakura è leggermente più piccola della piramide di Userkaf, il sovrano precedente, per questo motivo la struttura è significativamente più piccola delle piramidi giganti della IV dinastia. Le dimensioni di base e la struttura del complesso della piramide di Sakura diverranno tipiche e adottate per numerose altre piramidi reali dell'Antico Regno. Il complesso della piramide di Sakura fu completato prima della morte del re.

## La piramide

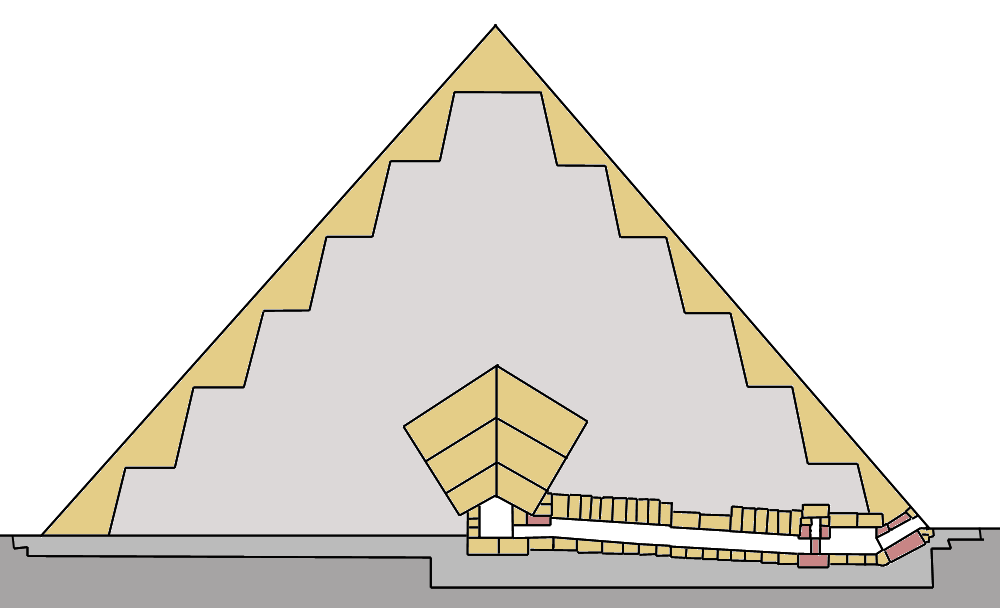
Struttura della piramide
ocra: calcare fine
grigio chiaro: muratura di calcare grossolano
grigio medio: fondazione
rossastro: granito rosa

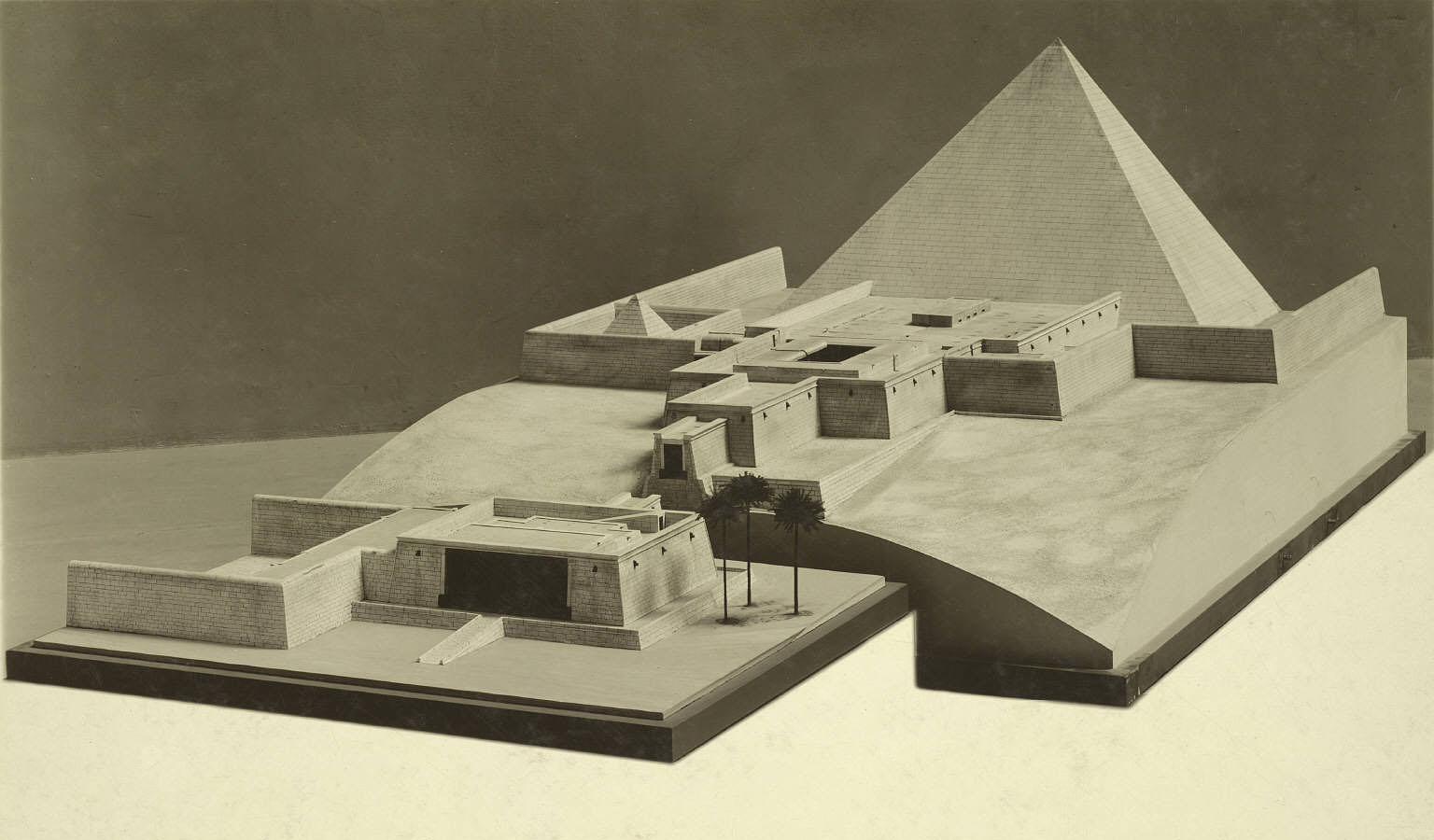
Modellino che ricostruisce l'aspetto originale della struttura della piramide e del tempio (Metropolitan Museum Collection)

La piramide possedeva una superficie di base di 78,75 m (150 cubiti reali) e raggiungeva un'altezza di 47 m con un angolo di 50° 11'. Quando si osserva la superficie di base si scopre un non trascurabile errore di misura dei costruttori: l'angolo sud-est è spostato a est di 1,58 m, il che porta a una distorsione del quadrato di base. Dato che la distorsione si trova sul lato a est della piramide, viene nascosta dal tempio funerario adiacente.
A differenza della maggior parte delle altre piramidi, questo edificio non è stato costruito direttamente sul terreno roccioso, ma su due strati di spessi blocchi di fondazione in calcare. La struttura interna della piramide era costituita di sei gradoni di pietra calcarea. La struttura interna a gradoni era usata quindi per sostenere la pietra sagomata per alloggiare il rivestimento esterno che conferiva al monumento superfici lisce. Le lastre in calcare ricavato da cave locali, sono state poste in strati orizzontali e i vuoti tra le pietre sono stati riempiti di pietrisco e malta.
Ciò che rimane oggi è in gran parte costituito da pietre più o meno tagliate che formano i blocchi accumulati tra i gradoni regolari a pareti inclinate che costituivano l'interno della piramide. La regolare sottrazione di pietre da parte dei cavatori copti e musulmani, che hanno usato quasi sistematicamente tutte le piramidi come cava a portata di mano per le nuove costruzioni, ha destabilizzato l'intera struttura e l'impressione dello stato attuale della piramide è quello di una collina di pietre accatastate. Al contrario, il blocco di pietre di vario genere e di qualità inferiore è stato lasciato intatto, il che spiega perché il monumento non è stato completamente raso al suolo.
Questa destabilizzazione ha avuto un profondo impatto sul monumento e lo trasformò fino al punto che l'equilibrio delle forze non fu più garantito. I soffitti dei corridoi sotterranei e delle stanze quindi crollarono. La struttura è diventata quindi inaccessibile a causa dei terremoti che hanno finito di demolire quello che era stato risparmiato. L'accesso era comunque ancora possibile nel secolo scorso
La struttura interna della piramide di Sakura è talmente poco profonda che gran parte del corridoio e della camera sepolcrale si trovano all'interno del corpo della piramide. La base è fortemente danneggiata dai cavatori di pietre e pertanto non è possibile una stima esatta delle dimensioni e del piano di fondazione della piramide.
L'ingresso della piramide si trova all'altezza del terreno al centro del lato nord. Il corridoio successivo, rivestito in granito rosso, aveva una larghezza di circa 1,27 m e un'altezza di circa 1,87 m. Dopo circa 4,25 m, con angolo di 24° 48' in discesa, immetteva in una stanza intermedia, rivestita con pietra calcarea fine. Immediatamente dopo questa camera fu inserito un grosso blocco di pietra in duro granito rosso per garantire la piramide contro i ladri di tombe. Dopo il blocco di pietra si accede a un lungo passaggio che supera i 22,3 m con una leggera pendenza di circa 5°. Gli ultimi 3 m del passaggio tornavano orizzontali e portano a una porta di granito che proteggeva la camera centrale.
La camera centrale, orientata da est a ovest è gravemente danneggiata. Partendo dal presupposto che siano state utilizzate le unità di misura di lunghezza degli antichi egiziani, la camera potrebbe aver avuto le dimensioni 3,15 m (6 cubiti reali) di larghezza e 12,60 m (24 cubiti reali) di lunghezza, dove, a causa della distruzione, la lunghezza si è ipotizzata. Inoltre non è chiaro se si trattasse di un'unica grande stanza, o se fossero divise in una ante-camera e una camera reale sepolcrale vera e propria.
La camera sepolcrale conteneva ancora il sarcofago di basalto del re. Situata direttamente sopra la base della piramide, la camera era coperta da una volta composta da tre lastre monolitiche di calcare, tagliate e disposte a spina di pesce. In questo modo gli architetti hanno voluto sostenere lo straordinario peso del cenotafio reale del faraone.

## Il complesso della piramide

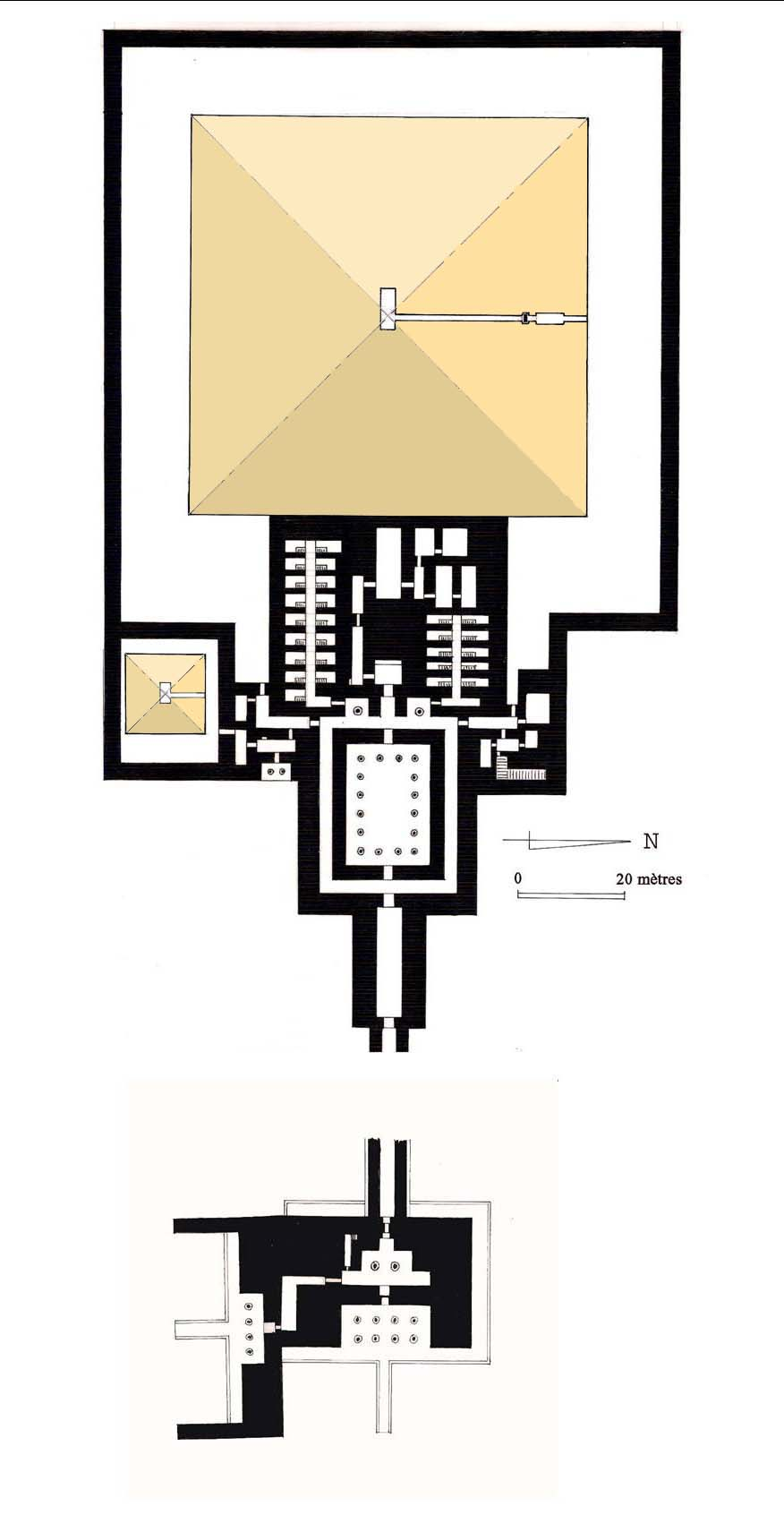
Il complesso funerario di Sahura

Nei pressi della piramide principale è presente il complesso piramidale dove affiorano i resti tipici degli elementi del tempio funerario, adibito al culto della piramide e alla sua custodia. Nel lato ovest del complesso era posta la piramide secondaria o mastaba della regina. L'unica moglie nota del faraone fu Neferethanebti, il cui nome è riportato solo nelle iscrizioni nel complesso della piramide. Non è stata trovata alcuna cappella a nord, all'ingresso della piramide. Tuttavia, al tempo degli scavi di Borchardt, non era nota l'esistenza di cappelle a nord, cosicché può darsi che gli scarsi resti di un'eventuale cappella siano rimasti inosservati. Il complesso era completato da una strada rialzata e quindi da un tempio a valle al termine della discesa.

### Piramide accessoria
Nell'angolo sud-est era edificata una piccola piramide accessoria, adibita al culto funerario, detta più specificatamente piramide satellite,  con un perimetro di base di 15,7 m (30 cubiti reali) e con un'inclinazione di 56° in origine raggiungeva un'altezza di circa 11,55 metri. La costruzione consisteva in due lastre di calcare sbozzate e aveva una copertura di pietra calcarea fine. Oggi l'edificio è completamente distrutto.